# WWE Elimination Chamber
WWE Elimination Chamber – cykl corocznych gal profesjonalnego wrestlingu produkowanych przez federację WWE i nadawanych na żywo w systemie pay-per-view oraz na WWE Network. Pierwsza gala cyklu została wyprodukowana 21 lutego 2010 i zastąpiła dotychczasową coroczny cykl gal No Way Out. Podczas gal organizuje się przynajmniej jeden Elimination Chamber match, głównie o tytuł WWE Championship, zaś w poprzednich latach również drugi o World Heavyweight Championship. Nazwa cyklu została wybrana przez fanów federacji poprzez głosowanie w ankiecie na oficjalnej stronie WWE – innymi nazwami były do wyboru Heavy Metal, Battle Chamber, Chamber of Conflict i pozostawienie oryginalnego No Way Out. W lutym 2015 zastąpiono cykl wprowadzając galę Fastlane. Zdecydowano się jednak przenieść organizację gali Elimination Chamber na 31 maja. Podczas gali po raz pierwszy w historii broniono WWE Intercontinental Championship oraz odbył się pierwszy drużynowy Elimination Chamber match o WWE Tag Team Championship. W przyszłym roku nie zorganizowano gali, jednakże po przywróceniu podziału federacji na brandy, kolejna edycja Elimination Chamber odbyła się w lutym 2017 dla wrestlerów z brandu SmackDown. Edycja z 2018 została zorganizowana dla wrestlerów z brandu Raw, gdzie odbył się pierwszy siedmioosobowy Elimination Chamber match, a także pierwszy żeński Elimination Chamber match.
Z powodu nazistowskiej przeszłości Niemiec i nazwy „Elimination Chamber” mającej nawiązanie do komor gazowych, w Niemczech gala jest emitowana pod nazwą „No Escape”.

## Koncept
W Elimination Chamber matchu bierze udział sześciu zawodników, gdzie dwóch zaczyna pojedynek w ringu, a reszta jest zamknięta w czterech oddzielnych małych komorach. Co pięć minut, jeden z czterech uczestników zostaje uwolniony z komory i dołącza do walki w klatce. Walka jest kontynuowana dopóki wszystkie cztery osoby nie zostaną wypuszczone z komor, wskutek czego pojedynek trwa minimum dwadzieścia minut. Celem walki jest wyeliminowanie wszystkich uczestników przypinając lub poddając przeciwnika, co może się odbyć w ringu lub otaczającej go stalowej podłogi od klatki (zasada ta jest od gali z 2012, jednakże oficjalnie wszystkie przypięcia i poddania muszą odbyć się w ringu). W pojedynku nie występują dyskwalifikacje. Zwycięzcą meczu jest ostatnia pozostająca w klatce niewyeliminowana osoba.
Podczas pierwszych trzech gal z lat 2010–2012 odbyły się po dwa pojedynki w klatce: jeden dla wrestlerów występujących w brandzie Raw, drugi dla wrestlerów ze SmackDown. W sierpniu 2011 zakończono podział i połączono brandy w jeden roster. W 2013 odbył się tylko jeden Elimination Chamber Match, gdzie zwycięzca stał się pretendentem do World Heavyweight Championship na WrestleManii 29. W 2014 odbyła się walka w klatce o zunifikowany WWE World Heavyweight Championship. W 2015 odbył się pierwszy tego typu pojedynek o WWE Intercontinental Championship, zaś drugi był pierwszym Tag Team Elimination Chamber matchem o WWE Tag Team Championship. Cykl porzucono w 2016, jednakże w lutym 2017 powrócił jako ekskluzywny dla brandu SmackDown. Rok później zorganizowano galę dla zawodników z brandu Raw.

## Lista gal
|  | Gala brandu Raw |  | Gala brandu SmackDown |

| Gala                                      | Lokalizacja              | Arena                      | Walka wieczoru |
| ----------------------------------------- | ------------------------ | -------------------------- | --- |
| Elimination Chamber (2010) 21 lutego 2010 | Saint Louis, Missouri    | Scottrade Center           | The Undertaker (c) vs. Chris Jericho vs. R-Truth vs. John Morrison vs. Rey Mysterio vs. CM Punk Elimination Chamber match o World Heavyweight Championship                                          |
| Elimination Chamber (2011) 20 lutego 2011 | Oakland, Kalifornia      | Oracle Arena               | John Cena vs. Randy Orton vs. King Sheamus vs. CM Punk vs. John Morrison vs. R-Truth Elimination Chamber match o miano pretendenta do WWE Championship na WrestleManii XXVII                        |
| Elimination Chamber (2012) 19 lutego 2012 | Milwaukee, Wisconsin     | Bradley Center             | John Cena vs. Kane Ambulance match |
| Elimination Chamber (2013) 17 lutego 2013 | Nowy Orlean, Luizjana    | New Orleans Arena          | The Rock (c) vs. CM Punk Singles match o WWE Championship |
| Elimination Chamber (2014) 23 lutego 2014 | Minneapolis, Minnesota   | Target Center              | Randy Orton (c) vs. John Cena vs. Sheamus vs. Daniel Bryan vs. Cesaro vs. Christian Elimination Chamber match o WWE World Heavyweight Championship                                                  |
| Elimination Chamber (2015) 31 maja 2015   | Corpus Christi, Teksas   | American Bank Center       | Seth Rollins (c) vs. Dean Ambrose Singles match o WWE World Heavyweight Championship |
| Elimination Chamber (2017) 12 lutego 2017 | Phoenix, Arizona         | Talking Stick Resort Arena | John Cena (c) vs. AJ Styles vs. Bray Wyatt vs. Baron Corbin vs. The Miz vs. Dean Ambrose Elimination Chamber match o WWE Championship                                                               |
| Elimination Chamber (2018) 25 lutego 2018 | Paradise, Nevada         | T-Mobile Arena             | Braun Strowman vs. Elias vs. Finn Bálor vs. John Cena vs. Roman Reigns vs. Seth Rollins vs. The Miz Elimination Chamber match o miano pretendenta do WWE Universal Championship na WrestleManii 34  |
| Elimination Chamber (2019) 17 lutego 2019 | Houston, Teksas          | Toyota Center              | Daniel Bryan (c) vs. AJ Styles vs. Jeff Hardy vs. Kofi Kingston vs. Randy Orton vs. Samoa Joe Elimination Chamber match o WWE Championship                                                          |
| Elimination Chamber (2020) 8 marca 2020   | Filadelfia, Pensylwania  | Wells Fargo Center         | Asuka vs. Liv Morgan vs. Natalya vs. Ruby Riott vs. Sarah Morgan vs. Shayna Baszler Elimination Chamber match o miano pretendentki do WWE Raw Women’s Championship na WrestleManii 36               |
| Elimination Chamber (2021) 21 lutego 2021 | St. Petersburg, Floryda  | Tropicana Field            | Drew McIntyre (c) vs. The Miz Singles match o WWE Championship |
| Elimination Chamber (2022) 19 lutego 2022 | Dżudda, Arabia Saudyjska | Jeddah Super Dome          | Bobby Lashley (c) vs. Brock Lesnar vs. Seth "Freakin" Rollins vs. Austin Theory vs. Riddle vs. AJ Styles Elimination Chamber match o WWE Championship                                               |
| Elimination Chamber (2023) 18 lutego 2023 | Montreal, Quebec, Kanada | Bell Centre                | Roman Reigns (c) vs. Sami Zayn Singles match o Undisputed WWE Universal Championship |
| Elimination Chamber (2024) 24 lutego 2024 | Perth, Australia         | Optus Stadium              | Rhea Ripley (c) vs. Nia Jax Singles match o Women’s World Championship |
| Elimination Chamber (2025) 1 marca 2025   | Toronto, Ontario, Kanada | Rogers Centre              | John Cena vs. CM Punk vs. Drew McIntyre vs. Logan Paul vs. Damian Priest vs. Seth "Freakin" Rollins Elimination Chamber match o miano pretendenta do Undisputed WWE Championship na WrestleManii 41 |

## Wyniki gal

### 2010
Elimination Chamber (2010) (znane również jako No Way Out (2010) w Niemczech) – gala wrestlingu wyprodukowana przez federację World Wrestling Entertainment (WWE). Odbyła się 21 lutego 2010 w Scottrade Center w Saint Louis w stanie Missouri. Emisja była przeprowadzana na żywo w systemie pay-per-view. Była to pierwsza gala w chronologii cyklu Elimination Chamber.
Podczas gali odbyło się siedem walk, w tym jedna nietransmitowany w telewizji pojedynek i dwie walki wieczoru. Sheamus bronił WWE Championship w Raw Elimination Chamber matchu walcząc z Triple H, Tedem DiBiasem, Randym Ortonem, Johnem Ceną i Kofim Kingstonem. W SmackDown Elimination Chamber matchu, The Undertaker bronił World Heavyweight Championship z Chrisem Jericho, Johnem Morrisonem, Reyem Mysterio, CM Punkiem i R-Truthem. Prócz tego, Drew McIntyre bronił WWE Intercontinental Championship w pojedynku z Kanem, The Miz bronił WWE United States Championship w walce z Montel Vontavious Porterem, zaś Maryse i Gail Kim zawalczyły z LayCool (Laylą i Michelle McCool) w divas tag-team matchu.
Gala zyskała 285 000 wykupień w systemie pay-per-view, co było wzrostem liczby wobec zeszłorocznej edycji No Way Out. Mimo tego krytycy i fani negatywnie ocenili galę, gdzie głównym zarzutem było nikłe zainteresowanie walkami, które nie odbywały się w klatce.
| Nr                                                                                    | Wyniki | Stypulacje                                                 | Czas  |
| ------------------------------------------------------------------------------------- | --- | ---------------------------------------------------------- | ----- |
| 1D                                                                                    | Christian pokonał Ezekiela Jacksona                                                                                             | Singles match                                              | –     |
| 2                                                                                     | John Cena pokonał Sheamusa (c), Triple H, Randy’ego Ortona, Teda DiBiasego i Kofiego Kingstona                                  | Elimination Chamber match o WWE Championship               | 30:30 |
| 3                                                                                     | Batista pokonał Johna Cenę (c)                                                                                                  | Singles match o WWE Championship                           | 00:32 |
| 4                                                                                     | Drew McIntyre (c) pokonał Kane’a                                                                                                | Singles match o WWE Intercontinental Championship          | 10:06 |
| 5                                                                                     | LayCool (Michelle McCool i Layla) pokonały Maryse i Gail Kim                                                                    | Tag team match                                             | 03:35 |
| 6                                                                                     | The Miz (c) (z Big Showem) pokonał Montel Vontavious Portera (z Markiem Henrym)                                                 | Singles match o WWE United States Championship             | 13:02 |
| 7                                                                                     | Chris Jericho pokonał The Undertakera (c), Johna Morrisona, R-Trutha, CM Punka (z Lukiem Gallowsem i Sereną) oraz Reya Mysterio | Elimination Chamber match o World Heavyweight Championship | 35:40 |
| (c) – mistrz/mistrzyni przed walkąD – walka była dark matchem (nietransmitowana w TV) | |                                                            |       |

Elimination Chamber match (Raw)
| Nr. eliminacji | Wrestler      | Nr. wejściowy | Wyeliminowany przez | Metoda eliminacji                                                         | Czas  |
| -------------- | ------------- | ------------- | ------------------- | ------------------------------------------------------------------------- | ----- |
| 1              | Randy Orton   | 4             | Teda DiBiasego      | Przypięty po ataku stalową rurką i otrzymaniu Attitude Adjustment od Ceny | 23:56 |
| 2              | Ted DiBiase   | 5             | Kofiego Kingstona   | Przypięty po otrzymaniu Trouble in Paradise                               | 25:24 |
| 3              | Kofi Kingston | 2             | Sheamusa            | Przypięty po otrzymaniu High Cross                                        | 26:02 |
| 4              | Sheamus (c)   | 1             | Triple H’a          | Przypięty po otrzymaniu Pedigree                                          | 28:38 |
| 5              | Triple H      | 3             | Johna Cenę          | Odklepał po założeniu dźwigni STF                                         | 30:30 |
| Zwycięzca      | John Cena     | 6             | –                   | –                                                                         | –     |

Elimination Chamber match (SmackDown)
| Nr. eliminacji | Wrestler           | Nr. wejściowy | Wyeliminowany przez | Metoda eliminacji                                            | Czas  |
| -------------- | ------------------ | ------------- | ------------------- | ------------------------------------------------------------ | ----- |
| 1              | R-Truth            | 1             | CM Punka            | Przypięty po otrzymaniu GTS                                  | 03:34 |
| 2              | CM Punk            | 2             | Reya Mysterio       | Przypięty po otrzymaniu Springboard splash                   | 09:58 |
| 3              | Rey Mysterio       | 3             | Johna Morrisona     | Przypięty po otrzymaniu Starship Pain                        | 20:00 |
| 4              | John Morrison      | 5             | The Undertakera     | Przypięty po otrzymaniu Chokeslam na stalową podłogę klatki  | 28:24 |
| 5              | The Undertaker (c) | 6             | Chrisa Jericho      | Przypięty po otrzymaniu Sweet Chin Music od Shawna Michaelsa | 35:40 |
| Zwycięzca      | Chris Jericho      | 4             | –                   | –                                                            | –     |

### 2011
Elimination Chamber (2011) (znane również jako No Escape (2011) w Niemczech) – gala wrestlingu wyprodukowana przez federację World Wrestling Entertainment (WWE). Odbyła się 20 lutego 2011 w Oracle Arena w Oakland w Kalifornii. Emisja była przeprowadzana na żywo w systemie pay-per-view. Była to druga gala w chronologii cyklu Elimination Chamber.
Podczas gali zorganizowano sześć walk, w tym jedna będąca Dark matchem. W pierwszym Elimination Chamber matchu, Edge obronił World Heavyweight Championship pokonując Reya Mysterio, Kane’a, Drewa McIntyre’a, Big Showa i Wade’a Barretta. John Cena pokonał CM Punka, Johna Morrisona, Sheamusa, Randy’ego Ortona i R-Trutha, dzięki czemu wywalczył pojedynek o WWE Championship na WrestleManii XXVII. Galę wykupiono 212 000 razy, co było mniejszą ilością w porównaniu do 287 000 wykupień zeszłorocznej edycji gali.
| Nr                                                                                    | Wyniki | Stypulacje                                                                                      | Czas  |
| ------------------------------------------------------------------------------------- | --- | ----------------------------------------------------------------------------------------------- | ----- |
| 1D                                                                                    | Daniel Bryan (c) pokonał Teda DiBiasego poprzez submission                                                                          | Singles match o WWE United States Championship                                                  | –     |
| 2                                                                                     | Alberto Del Rio (z Ricardo Rodriguezem) pokonał Kofiego Kingstona poprzez submission                                                | Singles match                                                                                   | 10:30 |
| 3                                                                                     | Edge (c) pokonał Reya Mysterio, Kane’a, Drewa McIntyre’a, Big Showa i Wade’a Barretta                                               | Elimination Chamber match o World Heavyweight Championship                                      | 31:30 |
| 4                                                                                     | The Corre (Heath Slater i Justin Gabriel) (z Ezekielem Jacksonem) pokonali Santino Marellę i Vladimira Kozlova (c) (z Taminą Snuką) | Tag team match o WWE Tag Team Championship                                                      | 5:08  |
| 5                                                                                     | The Miz (c) (z Alexem Rileyem) pokonał Jerry’ego Lawlera                                                                            | Singles match o WWE Championship                                                                | 12:10 |
| 6                                                                                     | John Cena pokonał CM Punka, Johna Morrisona, Sheamusa, Randy’ego Ortona i R-Trutha                                                  | Elimination Chamber match o miano pretendenta do walki o WWE Championship na WrestleManii XXVII | 33:12 |
| (c) – mistrz/mistrzyni przed walkąD – walka była dark matchem (nietransmitowana w TV) | |                                                                                                 |       |

Elimination Chamber match (SmackDown)
| Nr. eliminacji | Wrestler      | Nr. wejściowy | Wyeliminowany przez | Metoda eliminacji                 | Czas  |
| -------------- | ------------- | ------------- | ------------------- | --------------------------------- | ----- |
| 1              | Wade Barrett  | 3             | Big Showa           | Przypięty po otrzymaniu KO Punch  | 18:48 |
| 2              | Big Show      | 6             | Kane’a              | Przypięty po otrzymaniu Chokeslam | 20:54 |
| 3              | Drew McIntyre | 5             | Kane’a              | Przypięty po otrzymaniu Chokeslam | 21:09 |
| 4              | Kane          | 4             | Edge’a              | Przypięty po otrzymaniu Spear     | 22:50 |
| 5              | Rey Mysterio  | 2             | Edge’a              | Przypięty po otrzymaniu Spear     | 31:30 |
| Zwycięzca      | Edge (c)      | 1             | –                   | –                                 | –     |

Elimination Chamber match (Raw)
| Nr. eliminacji | Wrestler      | Nr. wejściowy | Wyeliminowany przez | Metoda eliminacji                                                     | Czas  |
| -------------- | ------------- | ------------- | ------------------- | --------------------------------------------------------------------- | ----- |
| 1              | R-Truth       | 5             | Sheamusa            | Przypięty po otrzymaniu Brogue Kick                                   | 17:31 |
| 2              | Randy Orton   | 3             | CM Punka            | Przypięty po otrzymaniu GTS                                           | 21:33 |
| 3              | Sheamus       | 1             | Johna Morrisona     | Przypięty po otrzymaniu crossbody ze szczytu klatki                   | 25:16 |
| 4              | John Morrison | 2             | CM Punka            | Przypięty po otrzymaniu GTS                                           | 32:50 |
| 5              | CM Punk       | 6             | Johna Cenę          | Przypięty po otrzymaniu Attitude Adjustment na stalową podłogę klatki | 33:12 |
| Zwycięzca      | John Cena     | 4             | –                   | –                                                                     | –     |

### 2012
Elimination Chamber (2012) (znane również jako No Escape (2012) w Niemczech) – gala wrestlingu wyprodukowana przez federację WWE. Odbyła się 19 lutego 2012 w Bradley Center w Milwaukee w stanie Wisconsin. Emisja była przeprowadzana na żywo w systemie pay-per-view. Była to trzecia gala w chronologii cyklu Elimination Chamber.
Podczas gali zorganizowano sześć walk, w tym jedną będącą Dark matchem. Walką wieczoru był Ambulance match, w którym John Cena pokonał Kane’a. W pierwszym Elimination Chamber matchu, CM Punk obronił WWE Championship pokonując The Miza, Chrisa Jericho, Kofiego Kingstona, Dolpha Zigglera i R-Trutha. W drugim tego typu pojedynku, Daniel Bryan obronił World Heavyweight Championship poprzez pokonanie Santino Marelli, Wade’a Barretta, Cody’ego Rhodesa, Big Showa i The Great Khaliego. Galę wykupiono 178 000 razy, co stanowiło mniejszą liczbę w porównaniu do 212 000 wykupień zeszłorocznej edycji cyklu.
| Nr                                                                                    | Wyniki | Stypulacje                                                 | Czas  |
| ------------------------------------------------------------------------------------- | --- | ---------------------------------------------------------- | ----- |
| 1D                                                                                    | Hunico (z Camacho) pokonał Alexa Rileya                                                                         | Singles match                                              | –     |
| 2                                                                                     | CM Punk (c) pokonał The Miza, Chrisa Jericho, Kofiego Kingstona, Dolpha Zigglera (z Vickie Guerrero) i R-Trutha | Elimination Chamber match o WWE Championship               | 32:39 |
| 3                                                                                     | Beth Phoenix (c) pokonała Taminę Snukę                                                                          | Singles match o WWE Divas Championship                     | 07:19 |
| 4                                                                                     | Daniel Bryan (c) pokonał Santino Marellę, Wade’a Barretta, Cody’ego Rhodesa, Big Showa i The Great Khaliego     | Elimination Chamber match o World Heavyweight Championship | 34:04 |
| 5                                                                                     | Jack Swagger (c) (z Vickie Guerrero) pokonał Justina Gabriela (z Hornswoggle’em) poprzez submission             | Singles match o WWE United States Championship             | 3:48  |
| 6                                                                                     | John Cena pokonał Kane’a                                                                                        | Ambulance match                                            | 21:21 |
| (c) – mistrz/mistrzyni przed walkąD – walka była dark matchem (nietransmitowana w TV) | |                                                            |       |

Elimination Chamber match o WWE Championship
| Nr. eliminacji | Wrestler      | Nr. wejściowy | Wyeliminowany przez | Metoda eliminacji                         | Czas  |
| -------------- | ------------- | ------------- | ------------------- | ----------------------------------------- | ----- |
| 1              | R-Truth       | 4             | CM Punka            | Przypięty po otrzymaniu diving elbow drop | 11:38 |
| 2              | Dolph Ziggler | 3             | Chrisa Jericho      | Przypięty po otrzymaniu Codebreaker       | 21:15 |
| 3              | Kofi Kingston | 2             | Chrisa Jericho      | Odklepał po założeniu dźwigni Liontamer   | 26:58 |
| 4              | Chris Jericho | 6             | –                   | Nie mógł kontynuować walki                | 28:09 |
| 5              | The Miz       | 5             | CM Punka            | Przypięty po otrzymaniu GTS               | 32:39 |
| Zwycięzca      | CM Punk (c)   | 1             | –                   | –                                         | –     |

Elimination Chamber match o World Heavyweight Championship
| Nr. eliminacji | Wrestler         | Nr. wejściowy | Wyeliminowany przez | Metoda eliminacji                                     | Czas  |
| -------------- | ---------------- | ------------- | ------------------- | ----------------------------------------------------- | ----- |
| 1              | The Great Khali  | 5             | Big Showa           | Przypięty po otrzymaniu Spear                         | 19:25 |
| 2              | Big Show         | 1             | Cody’ego Rhodesa    | Przypięty po otrzymaniu Diving elbow drop od Barretta | 24:37 |
| 3              | Cody Rhodes      | 3             | Santino Marellę     | Przypięty ruchem roll-up                              | 25:00 |
| 4              | Wade Barrett     | 2             | Santino Marellę     | Przypięty po otrzymaniu Diving headbutt od Bryana     | 30:37 |
| 5              | Santino Marella  | 4             | Daniela Bryana      | Odklepał po założeniu dźwigni LeBell Lock             | 34:04 |
| Zwycięzca      | Daniel Bryan (c) | 6             | –                   | –                                                     | –     |

### 2013
Elimination Chamber (2013) (znane również jako No Escape (2013) w Niemczech) – gala wrestlingu wyprodukowana przez federację WWE. Odbyła się 17 lutego 2013 w New Orleans Arena w Nowym Oleanie w stanie Luizjana. Emisja była przeprowadzana na żywo w systemie pay-per-view. Była to czwarta gala w chronologii cyklu Elimination Chamber.
Podczas gali odbyło się osiem walk, w tym jedna podczas pre-show. W walce wieczoru The Rock obronił WWE Championship pokonując CM Punka; gdyby został odliczony poza ringowo lub zdyskwalifikowany, straciłby tytuł na rzecz pretendenta. Prócz tego odbył się Elimination Chamber match, w którym Jack Swagger pokonał Randy’ego Ortona, Chrisa Jericho, Marka Henry’ego, Kane’a i Daniela Bryana, dzięki czemu stał się pretendentem do tytułu World Heavyweight Championship na WrestleManii 29. Galę wykupiono 213 000 razy, co było wzrostem wobec 178 000 wykupień zeszłorocznej edycji Elimination Chamber.
| Nr                                                                   | Wyniki | Stypulacje                                                                                                 | Czas  |
| -------------------------------------------------------------------- | --- | --- | ----- |
| 1P                                                                   | Brodus Clay i Tensai pokonali Cody’ego Rhodesa i Damiena Sandowa                                                   | Tag team match                                                                                             | 04:07 |
| 2                                                                    | Alberto Del Rio (c) (z Ricardo Rodriguezem) pokonał Big Showa poprzez submission                                   | Singles match o World Heavyweight Championship                                                             | 13:05 |
| 3                                                                    | Antonio Cesaro (c) pokonał The Miza przez dyskwalifikację                                                          | Singles match o WWE United States Championship                                                             | 08:21 |
| 4                                                                    | Jack Swagger (z Zebem Colterem) pokonał Randy’ego Ortona, Chrisa Jericho, Marka Henry’ego, Kane’a i Daniela Bryana | Elimination Chamber match o miano pretendenta do walki o World Heavyweight Championship na WrestleManii 29 | 31:18 |
| 5                                                                    | The Shield (Dean Ambrose, Seth Rollins i Roman Reigns) pokonali Johna Cenę, Rybacka i Sheamusa                     | Six-man tag team match                                                                                     | 14:49 |
| 6                                                                    | Dolph Ziggler (z AJ Lee i Big E Langstonem) pokonał Kofiego Kingstona                                              | Singles match                                                                                              | 03:55 |
| 7                                                                    | Kaitlyn (c) pokonała Taminę Snukę                                                                                  | Singles match o WWE Divas Championship                                                                     | 03:15 |
| 8                                                                    | The Rock (c) pokonał CM Punka (z Paulem Heymanem)                                                                  | Singles match o WWE Championship Jeśli The Rock zostanie odliczony lub zdyskwalifikowany, straci tytuł.    | 20:55 |
| (c) – mistrz/mistrzyni przed walkąP – walka miała miejsce w pre-show | | |       |

Elimination Chamber match
| Nr. eliminacji | Wrestler      | Nr. wejściowy | Wyeliminowany przez | Metoda eliminacji                              | Czas  |
| -------------- | ------------- | ------------- | ------------------- | ---------------------------------------------- | ----- |
| 1              | Daniel Bryan  | 1             | Marka Henry’ego     | Przypięty po otrzymaniu World’s Strongest Slam | 16:35 |
| 2              | Kane          | 4             | Marka Henry’ego     | Przypięty po otrzymaniu World’s Strongest Slam | 18:21 |
| 3              | Mark Henry    | 6             | Randy’ego Ortona    | Przypięty po otrzymaniu RKO                    | 23:20 |
| 4              | Chris Jericho | 2             | Randy’ego Ortona    | Przypięty po otrzymaniu RKO                    | 31:11 |
| 5              | Randy Orton   | 5             | Jacka Swaggera      | Przypięty ruchem roll-up                       | 31:18 |
| Zwycięzca      | Jack Swagger  | 3             | –                   | –                                              | –     |

### 2014
Elimination Chamber (2014) (znane również jako No Escape (2014) w Niemczech) – gala wrestlingu wyprodukowana przez federację WWE. Odbyła się 23 lutego 2014 w Target Center w Minneapolis w stanie Minnesota. Emisja była przeprowadzana na żywo w systemie pay-per-view. Była to piąta gala w chronologii cyklu Elimination Chamber.
Podczas gali odbyło się osiem walk, w tym jedna podczas pre-show. Walką wieczoru był Elimination Chamber match o WWE World Heavyweight Championship, gdzie Randy Orton obronił mistrzostwa pokonując Johna Cenę, Daniela Bryana, Christiana, Cesaro i Sheamusa. Galę wykupiono 183 000 razy i była to niższa liczba wobec zeszłorocznych 213 000 wykupień.
| Nr                                                                   | Wyniki | Stypulacje                                                     | Czas  |
| -------------------------------------------------------------------- | --- | -------------------------------------------------------------- | ----- |
| 1P                                                                   | Cody Rhodes i Goldust pokonali RybAxel (Rybacka i Curtisa Axela) (z Larrym Hennigiem)                                           | Tag team match                                                 | 10:25 |
| 2                                                                    | Big E (c) pokonał Jacka Swaggera (z Zebem Colterem)                                                                             | Singles match o WWE Intercontinental Championship              | 11:50 |
| 3                                                                    | The New Age Outlaws (Road Dogg i Billy Gunn) (c) pokonali The Usos (Jimmy’ego i Jeya Uso)                                       | Tag team match o WWE Tag Team Championship                     | 8:34  |
| 4                                                                    | Titus O’Neil pokonał Darrena Younga                                                                                             | Singles match                                                  | 8:17  |
| 5                                                                    | The Wyatt Family (Bray Wyatt, Luke Harper i Erick Rowan) pokonali The Shield (Deana Ambrose’a, Setha Rollinsa i Romana Reignsa) | Six-man tag team match                                         | 22:42 |
| 6                                                                    | Cameron pokonała AJ Lee (c) (z Taminą Snuką) przez dyskwalifikację                                                              | Singles match o WWE Divas Championship                         | 4:30  |
| 7                                                                    | Batista pokonał Alberto Del Rio                                                                                                 | Singles match                                                  | 7:11  |
| 8                                                                    | Randy Orton (c) pokonał Daniela Bryana, Johna Cenę, Cesaro (z Zebem Colterem), Christiana i Sheamusa                            | Elimination Chamber match o WWE World Heavyweight Championship | 37:30 |
| (c) – mistrz/mistrzyni przed walkąP – walka miała miejsce w pre-show | |                                                                |       |

Elimination Chamber match
| Nr. eliminacji | Wrestler        | Nr. wejściowy | Wyeliminowany przez | Metoda eliminacji                                            | Czas  |
| -------------- | --------------- | ------------- | ------------------- | ------------------------------------------------------------ | ----- |
| 1              | Sheamus         | 2             | Christiana          | Przypięty po otrzymaniu Body splash ze szczytu komory klatki | 26:03 |
| 2              | Christian       | 4             | Daniela Bryana      | Przypięty po otrzymaniu Running knee                         | 27:12 |
| 3              | Cesaro          | 1             | Johna Cenę          | Odklepał po założeniu dźwigni STF                            | 30:10 |
| 4              | John Cena       | 5             | Randy’ego Ortona    | Przypięty po otrzymaniu Sister Abigail od Braya Wyatta       | 32:38 |
| 5              | Daniel Bryan    | 3             | Randy’ego Ortona    | Przypięty po otrzymaniu RKO                                  | 37:30 |
| Zwycięzca      | Randy Orton (c) | 6             | –                   | –                                                            | –     |

### 2015
Elimination Chamber (2015) (znane również jako No Escape (2015) w Niemczech) – gala wrestlingu wyprodukowana przez federację WWE. Odbyła się 31 maja 2015 w American Bank Center w Corpus Christi w Teksasie. Emisja była przeprowadzana na żywo za pośrednictwem WWE Network oraz w systemie pay-per-view. Była to szósta gala w chronologii cyklu Elimination Chamber, a także jedyna wyprodukowana w maju.
Podczas gali odbyło się siedem walk, w tym jedna podczas pre-show. Na gali po raz pierwszy odbyła się walka o WWE Intercontinental Championship, a także odbył się pierwszy tag-teamowy Elimination Chamber match. W walce wieczoru Dean Ambrose pokonał WWE World Heavyweight Championa Setha Rollinsa przez dyskwalifikację. Prócz tego, Kevin Owens pokonał Johna Cenę w swojej pierwszej walce w głównym rosterze federacji.
| Nr                                                                   | Wyniki | Stypulacje                                                              | Czas  |
| -------------------------------------------------------------------- | --- | ----------------------------------------------------------------------- | ----- |
| 1P                                                                   | Stardust pokonał Zacka Rydera | Singles match                                                           | 6:12  |
| 2                                                                    | The New Day (Big E, Kofi Kingston i Xavier Woods) (c) pokonali The Lucha Dragons (Kalisto i Sin Carę), Tysona Kidda i Cesaro (z Natalyą), The Prime Time Players (Darrena Younga i Titusa O’Neila), The Ascension (Konnora i Viktora) oraz Los Matadores (Diega i Fernanda) (z El Torito) | Elimination Chamber match o WWE Tag Team Championship                   | 23:40 |
| 3                                                                    | Nikki Bella (c) pokonała Paige i Naomi | Triple Threat match o WWE Divas Championship                            | 6:04  |
| 4                                                                    | Kevin Owens pokonał Johna Cenę | Champion vs. Champion match                                             | 20:15 |
| 5                                                                    | Neville pokonał Bo Dallasa | Singles match                                                           | 8:46  |
| 6                                                                    | Ryback pokonał Sheamusa, R-Trutha, Kinga Barretta, Dolpha Zigglera i Marka Henry’ego | Elimination Chamber match o zwakowany WWE Intercontinental Championship | 25:12 |
| 7                                                                    | Dean Ambrose pokonał Setha Rollinsa (c) (z Jamiem Noblem, Joeyem Mercurym i Kanem) przez dyskwalifikację | Singles match o WWE World Heavyweight Championship                      | 21:49 |
| (c) – mistrz/mistrzyni przed walkąP – walka miała miejsce w pre-show | |                                                                         |       |

Elimination Chamber match o WWE Tag Team Championship
| Nr. eliminacji | Wrestler (Drużyna)                                    | Nr. wejściowy | Wyeliminowani przez                                     | Metoda eliminacji                                        | Czas  |
| -------------- | ----------------------------------------------------- | ------------- | ------------------------------------------------------- | -------------------------------------------------------- | ----- |
| 1              | Diego (Los Matadores)                                 | 4             | Konnora i Viktora (The Ascension)                       | Przypięty po otrzymaniu Fall of Man                      | 10:22 |
| 2              | Kalisto (The Lucha Dragons)                           | 2             | Konnora (The Ascension)                                 | Przypięty po otrzymaniu Fall of Man                      | 12.45 |
| 3              | Viktor (The Ascension)                                | 1             | Darrena Younga (The Prime Time Players)                 | Przypięty po otrzymaniu Gut Check                        | 13:30 |
| 4              | Cesaro (Tyson Kidd i Cesaro)                          | 3             | Darrena Younga (The Prime Time Players)                 | Przypięty ruchem roll-up                                 | 18:28 |
| 5              | Titus O’Neil (The Prime Time Players)                 | 5             | Big E, Kofiego Kingstona i Xaviera Woodsa (The New Day) | Przypięty po otrzymaniu Chop block i Trouble In Paradise | 23:40 |
| Zwycięzcy      | Big E, Kofi Kingston i Xavier Woods (The New Day) (c) | 6             | –                                                       | –                                                        | –     |

Elimination Chamber match o WWE Intercontinental Championship
| Nr. eliminacji | Wrestler      | Nr. wejściowy | Wyeliminowany przez | Metoda eliminacji                     | Czas  |
| -------------- | ------------- | ------------- | ------------------- | ------------------------------------- | ----- |
| 1              | King Barrett  | 1             | R-Trutha            | Przypięty po otrzymaniu Lie Detector  | 11:05 |
| 2              | R-Truth       | 3             | Rybacka             | Przypięty po otrzymaniu Shell Shocked | 14:00 |
| 3              | Mark Henry    | 4             | Sheamusa            | Przypięty po otrzymaniu Brogue Kick   | 17:20 |
| 4              | Dolph Ziggler | 2             | Sheamusa            | Przypięty po otrzymaniu Brogue Kick   | 20:25 |
| 5              | Sheamus       | 6             | Rybacka             | Przypięty po otrzymaniu Shell Shocked | 25:14 |
| Zwycięzca      | Ryback        | 5             | –                   | –                                     | –     |